# ドラム・ビート
ドラムビート (drum beat) は、音楽においてドラムセットやその他の打楽器を用いて表現されるリズムパターンのことである。ドラムパターン (drum pattern)、グルーヴ（Groove） とも呼ばれる。

## 概要
西洋音楽において音楽の三要素とは旋律（メロディ）、和声（ハーモニー）、律動（リズム）だが、現代ポピュラー音楽では、このうちの拍節（リズム）と節回しを強調して演奏し、グルーヴと称してその躍動感を楽しむ。音楽でグルーヴを楽しむ流れは、黒人の音楽から来ているとされている。
基本的なドラムビートの多くは、ベースドラム（オンビート）とスネアドラム（オフビート）のストロークを交互に行うことで拍節を確立しながら、細分化された音符（サブディビジョン）をライドシンバルまたはハイハットで演奏する。
ドラムビートには様々な種類があり、各々の楽曲も様々なスタイルを取り込んでいて一様ではないが、主に以下のように分けられる。

## 2ビート
- 2ビート（ツービート）とは、ドラムビートの態様の1つで、2分音符、または2拍子を基本単位としたビート。伝統的な行進曲、ラグタイム（2/4拍子）、ジャズ、ブルースなど幅広く使われている。

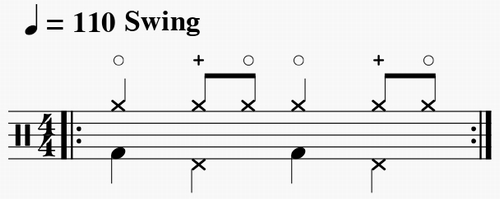
中央|サムネイル|350x350ピクセル

- 2ビートのパターン例

## 4ビート

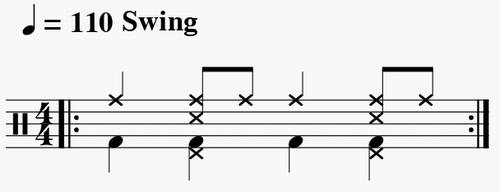
中央|サムネイル|350x350ピクセル

- 4ビート（フォービート）とは、ドラムビートの態様の1つで、4分音符を基本単位としたビート。2拍目と4拍目にアクセントをおくバックビートのスタイルを持つ。ジャズ、ブルースなど幅広く使われる。4分音符を分けた3連符がリズムの基本に流れている。ベースとなる音の数は少なく、センスで音を打っていく。楽譜の記述上、ライドシンバルまたはクローズドハイハットの演奏の2拍目と4拍目は8分音符、または付点8分音符と16分音符の組み合わせで記述することが多いが、実際の音は3連符の真ん中を抜いたものである[1]。4ビートのベースプレイでは、4分音符を上下させるウォーキング・ベース（英語版）が基本となる。

- 4ビートのパターン例

## 8ビート
- 8ビート（エイトビート）とは、ドラムビートの態様の1つで、8分音符を基本単位としたビート。2拍目と4拍目にアクセントをおくバックビートのスタイルを持ち、ロックをはじめ、多くの現代ポピュラー音楽で使われているスタイル[2]。

- 8ビートのパターン例

## 16ビート
- 16ビート（じゅうろくビート）とは、ドラムビートの態様の1つで、16分音符を基本単位としたビート。2拍目と4拍目にアクセントをおくバックビートのスタイルを持つ。ジャズとロックが融合して、1960年代後半に生まれたとされる[3]。フュージョンのスタイル。ベースとなる音の数が多いので、ドラムスの演奏では難易度は高い[3]。

- 16ビートのパターン例 (譜面では16分音符のハイハットが書かれているが、16分以外の8分や4分の音符で演奏されても上記の説明の様に「16分音符を基本単位としたビート」となっていれば16ビートである)

## ハーフタイム
- ハーフタイムとは、各音符の音価を倍の長さで演奏することで、1/2倍速の流れを感じさせる手法。ポピュラー音楽の幅広いジャンルで使われる。通常のドラムビートからハーフタイムへと移行することで音楽的な効果を発揮することが多い。

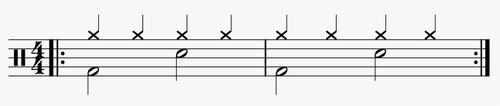
中央|サムネイル|350x350ピクセルハーフタイム: スネアが1小節目と2小節目の3拍目（3拍目と7拍目）に移動し、ハイハットは4分音符で演奏される。ここでの2分音符は、2小節による大きな流れの中で4分音符のように聴こえる。

## ダブルタイム
- ダブルタイムとは、各音符の音価を半分の長さで演奏することで、2倍速の流れを感じさせる手法。カントリーミュージックの代表的なリズムであるほか、ゴスペル音楽、HR/HM等の幅広いジャンルで使われる。

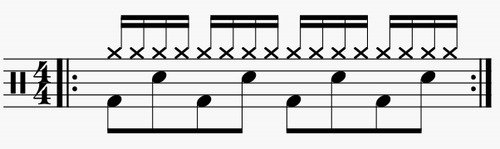
中央|サムネイル|350x350ピクセルダブルタイム: スネアが"&"に移動し、ハイハットは16分音符で演奏される。ここでの8分音符は、2拍の小さな流れの中で4分音符のように聴こえる。

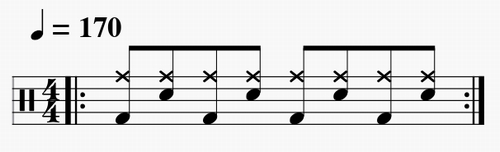
中央|サムネイル|350x350ピクセルSlash Metal Drum Beat

- スラッシュビートのパターン例

## ブラストビート
- ブラストビートとは、ベースドラムとスネアドラムによる拍節を8分音符または16分音符に置き換えたもの。エクストリームメタルのジャンルにおいて用いられる。

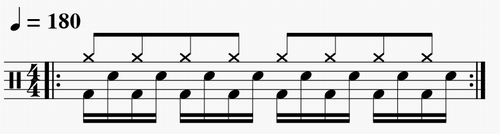
中央|サムネイル|350x350ピクセルBlast Beat(Traditional)

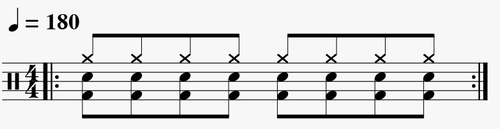
中央|サムネイル|350x350ピクセルBlast Beat(Hammer)

## 3連符のドラムビート
- 3連符のドラムビートは、ドラムビートの態様の1つで、3連符によって細分化したスタイル。2拍目と4拍目にアクセントをおくバックビートのスタイルを持つ。ブルースをはじめ、多くの現代ポピュラー音楽で使われているスタイル。

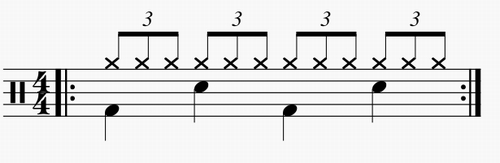
中央|サムネイル|350x350ピクセル

### 12/8拍子としての表記
- 4/4拍子の3連符のドラムビートは、12/8拍子として表記されることも多い。各小節は4つの付点4分音符で構成され、ハイハットシンバルは3つの8分音符に分割される。
- 3連符のドラムビートと1.5倍のテンポの12/8拍子を演奏する場合、聴感上の違いはない(例えば、100bpmの3連符ビートと150bpmの12/8拍子は同等である)。ただし、比較的ゆったりとしたテンポで8分音符を強調して演奏する場合に、12/8拍子を用いることが多い。

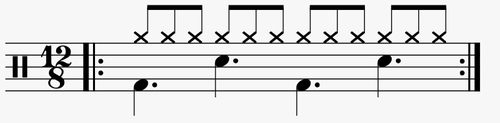
中央|サムネイル|350x350ピクセル

## 3/4拍子、6/8拍子のドラムビート

### 3/4拍子のドラムビート
- 3/4拍子のドラムビートは、ジャズワルツをはじめ、一部のポピュラー音楽で演奏されるスタイル。
- プログレッシブ・ロックなど可変拍子で構成された楽曲の一部として用いられる場合もある。

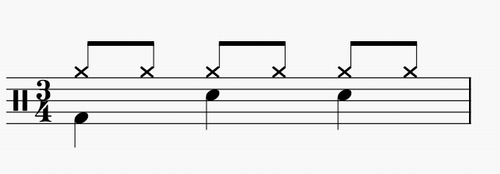
中央|サムネイル|350x350ピクセル3 4 Basic Drum Beat

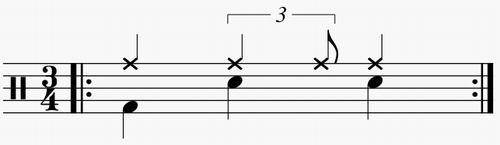
中央|サムネイル|350x350ピクセル3 4 Waltz Drum Beat

### 6/8拍子のドラムビート
- 6/8拍子のドラムビートは、1小節が2つの付点4分音符で構成され、ハイハットシンバルは3つの8分音符に分けられる。ゴスペル音楽、バラードなど一部のポピュラー音楽において用いられるスタイル。
- 12/8拍子との違いは、12/8拍子が3連符の4/4拍子と同等であるのに対し、6/8拍子は3連符の2/4拍子と同等であることである。

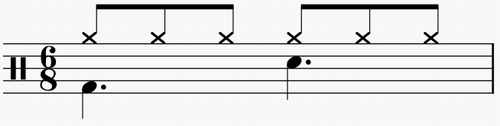
中央|サムネイル|350x350ピクセル6 8 Drum Beat

- 3/4拍子、6/8拍子のドラムビートは1小節の長さが同じであるが、拍節の数、細分化した音符の鳴らし方などから、それぞれ違ったスタイルのものとして演奏される。

## 英語表記について
- 8ビート、16ビートといった表現は和製英語であり、英語圏では通用しない。英語では4ビートを「Swing Beat[4]」など、8ビートを「8th note Groove[5]」「8th note beats[6]」などと呼ぶ。バリエーションとして、特徴的な楽器や、そのビートが使われる代表的なジャンルを表す語（“Tom Tom” や “Rock” など）が付け足される場合もある。[6]